# Ерменрік (король Кенту)
Ерменрік або Еорменріх (давн-англ. Eormenric; ? — 564/591) — король Кенту у 534/540—564/591 рок.

## Життєпис
Походив з династії Ескінгів. Син Окти, короля Кенту. Згадується в багатьох джерелах, але ці джерела суперечать одне одному як у частині походження Ерменріка, так і в частині тривалості його правління. За свідченням Беди Преподобного та «Англосаксонського часопису», Ерменрік був сином Окти. Ненній називає його сином Еска. Дослідники відзначають, що ім'я Ерменрік, імовірно, має франкське походження. Можливо його матір'ю була франкська принцеса.
Точна дата вступу Ерменріка на престол невідома — 512 рік (якщо син Еска), 522 534, 540 рік (якщо син Окти). Можливо, у 522 або 534 році став співправителем Окти.
За час свого панування встановив владу на Ессексом, що стала «буферною» територією між Кентом та бритськими державами. Після 544 року одружився з Алгільдою Сассекською, донькою короля Сассексу, ставши опікуном її сина Рікольфа. Водночас зумів розширити вплив на держави англів — Норфолк і Саффолк.
Дата смерті Ерменріка так само невідома. Беда Преподобний називає 560 рік, «Англосаксонський часопис» — 565 рік. Григорій Турський, розповідаючи про шлюб принцеси Берти (доньки Харіберта I) з Етельберта (сина Ерменріка), укладеному в 589 році, заявляє що батько-король (Ерменрік) на той час був живим. Більшість все ж відносить смерть кентського володаря до 580 року.
Наступником Ерменріка став його син Етельберт I.

## Родина
Дружина — Алгільда, донька Кісси, короля Сассексу.
Діти:
- Етельберт I, король у 580/591-616 роках
- Рікола, дружина Следди Ессекського